# Toyota Caldina
De Toyota Caldina is een compacte middenklasse van de Japanse autofabrikant Toyota. Het automodel werd van november 1992 tot juni 2007 geproduceerd voor de Japanse markt en verving de Corona en Carina. Na het einde van productie in 2007 werd het model opgevolgd door de Avensis.
De Caldina werd nooit officieel geëxporteerd door Toyota. De vierwielaandrijving en grote laadruimte maakten het echter een populair automodel voor de grijze exportmarkt naar landen als Australië, Nieuw-Zeeland, Rusland en Chili.

## Modellen

### Eerste generatie (T190; 1992)
De eerste generatie Caldina kwam vanaf 1992 op de Japanse markt en is een vijfdeurs stationwagenversie van de Corona en Carina. De benzinemotoren waren verkrijgbaar in 1,5, 1,6, 1,8 en 2,0 liter, dieselmotoren kwamen in 2,0 en 2,2 liter. Het maximale vermogen varieerde van 85 kW tot 103 kW.

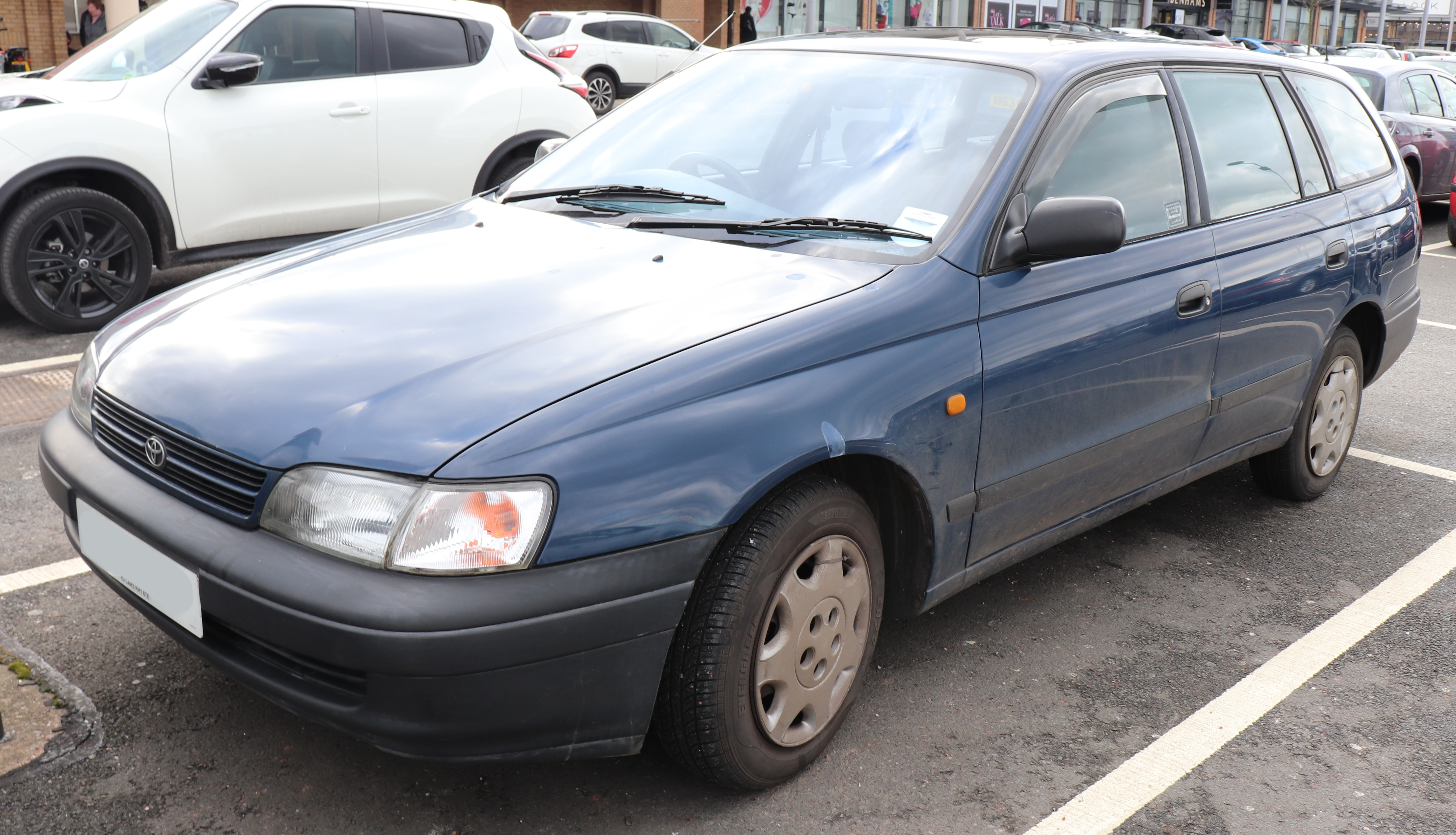
Caldina T190 (voorkant)
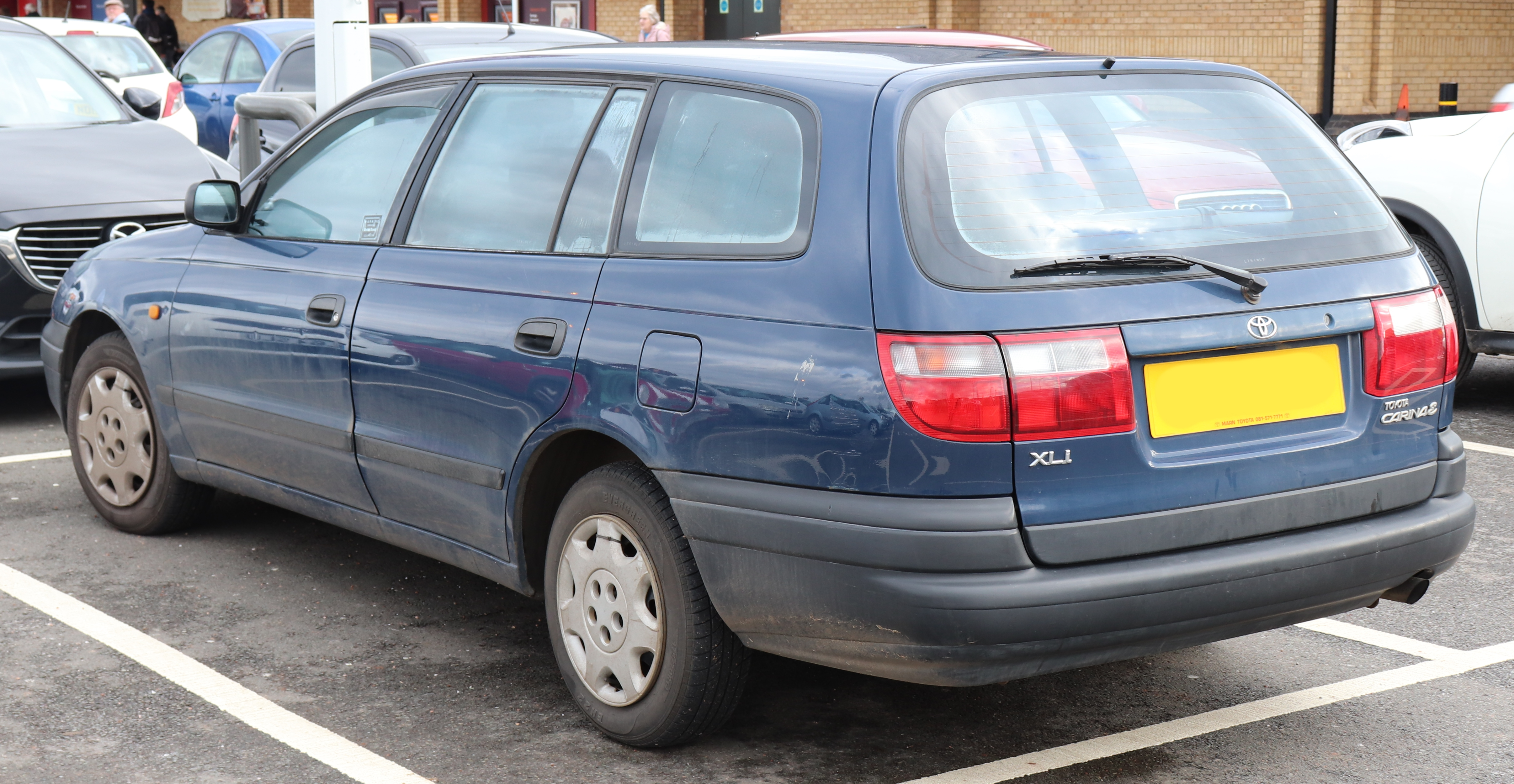
Caldina T190 (achterkant)

### Tweede generatie (T210; 1997)
De tweede generatie was de Japanse uitvoering van de Europese Avensis wagon, die vanaf 1997 is geproduceerd. Een model met vierwielaandrijving werd verkrijgbaar, evenals aanvullende sportmodellen met meer vermogen. De Caldina kreeg in 2000 een uiterlijke update met nieuwe kunststof bumpers en koplampen.
Het aanbod benzine- en dieselmotoren werd vereenvoudigd tot 1,8, 2,0 en 2,2 liter. Het topmodel, de GT-T, heeft een maximaal vermogen van 191 kW.

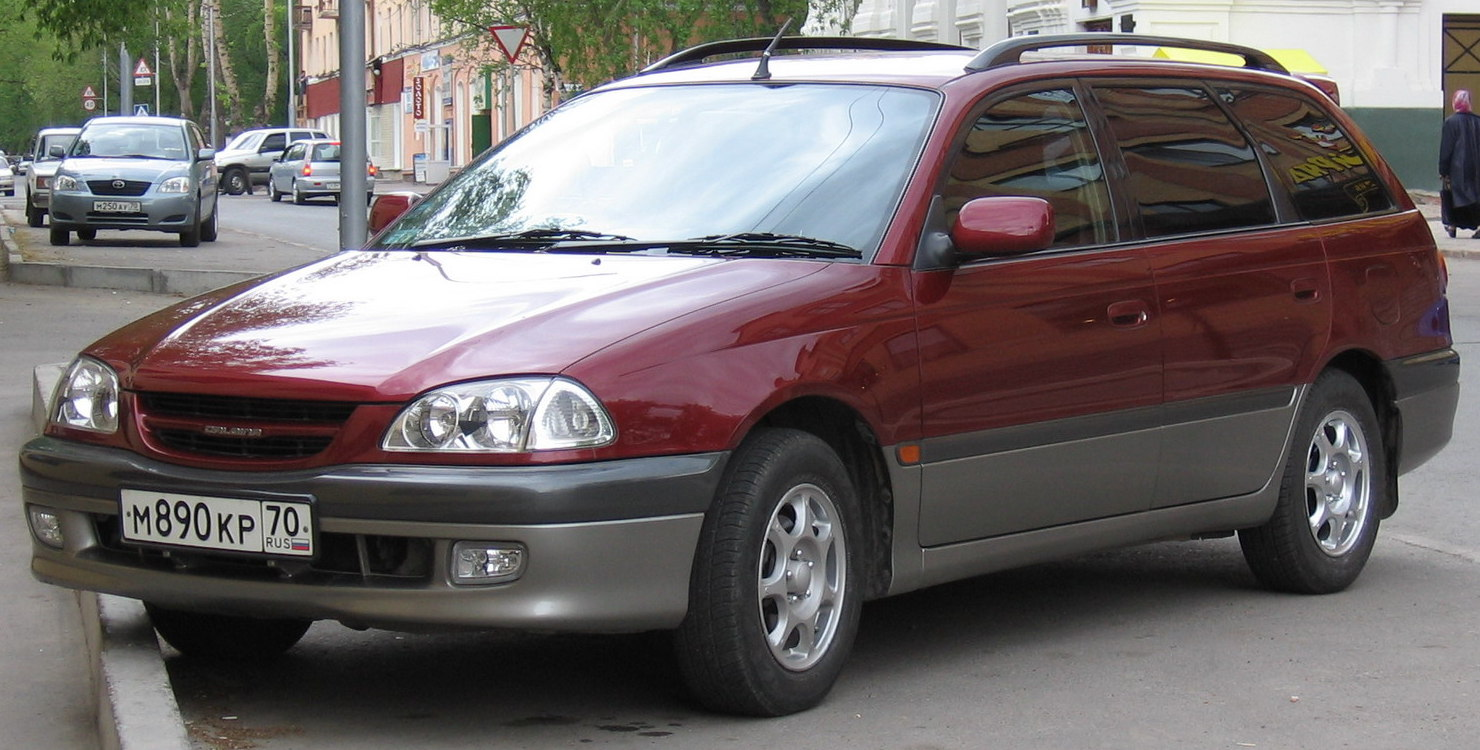
Caldina T210 (voorkant)
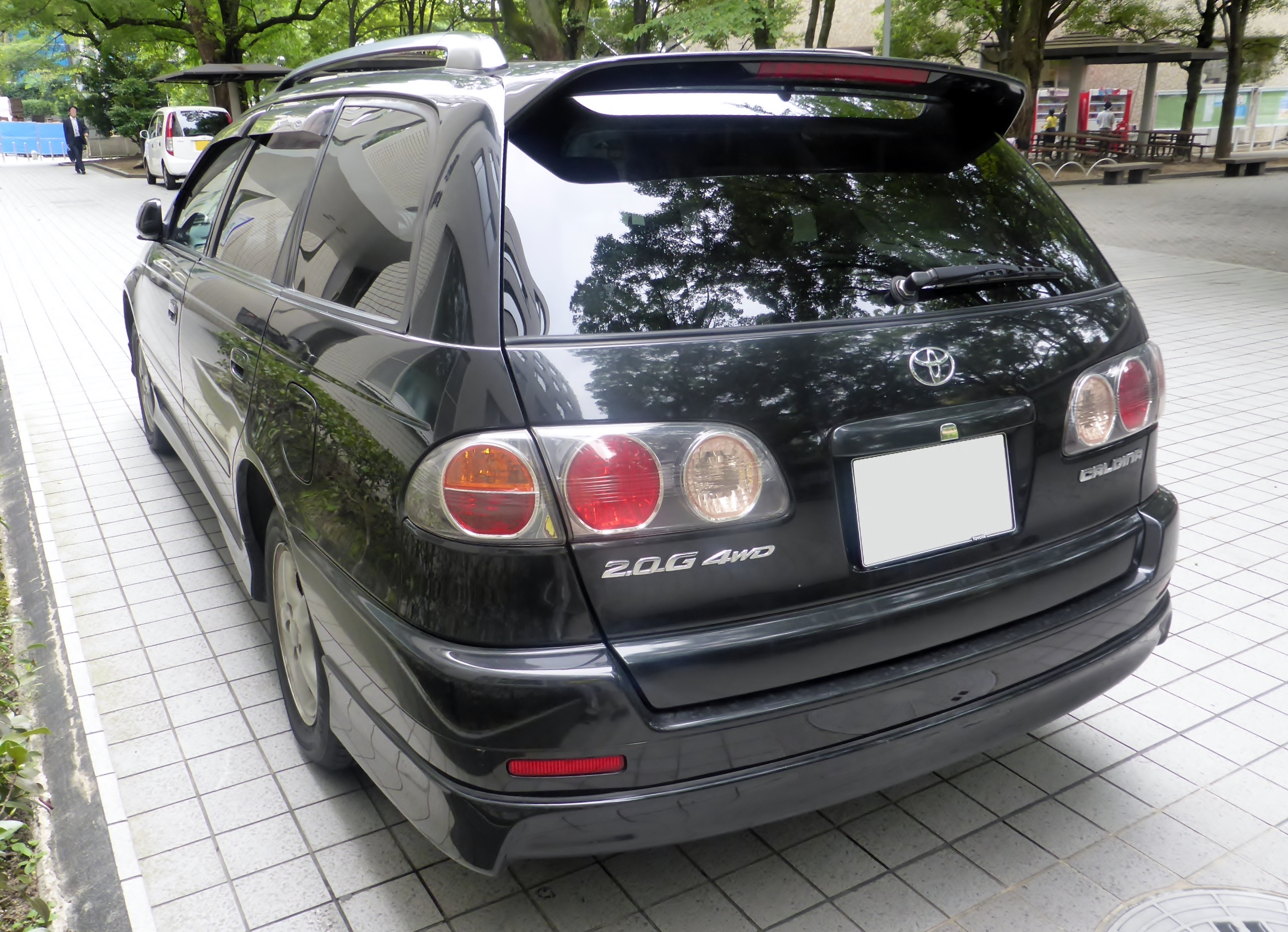
Caldina T210 (achterkant)

### Derde generatie (T240; 2002)
De derde generatie Caldina verscheen in september 2002 en werd gepromoot als een sportiever model. De wielbasis werd verlengd, het model werd iets zwaarder en het maximale vermogen nam toe van 97 kW tot 191 kW. Er is alleen een benzineversie geproduceerd met 1,8 en 2,0 liter. Alle modellen hebben een automatische versnellingsbak, het sportmodel de GT-Four kreeg een tiptronic.

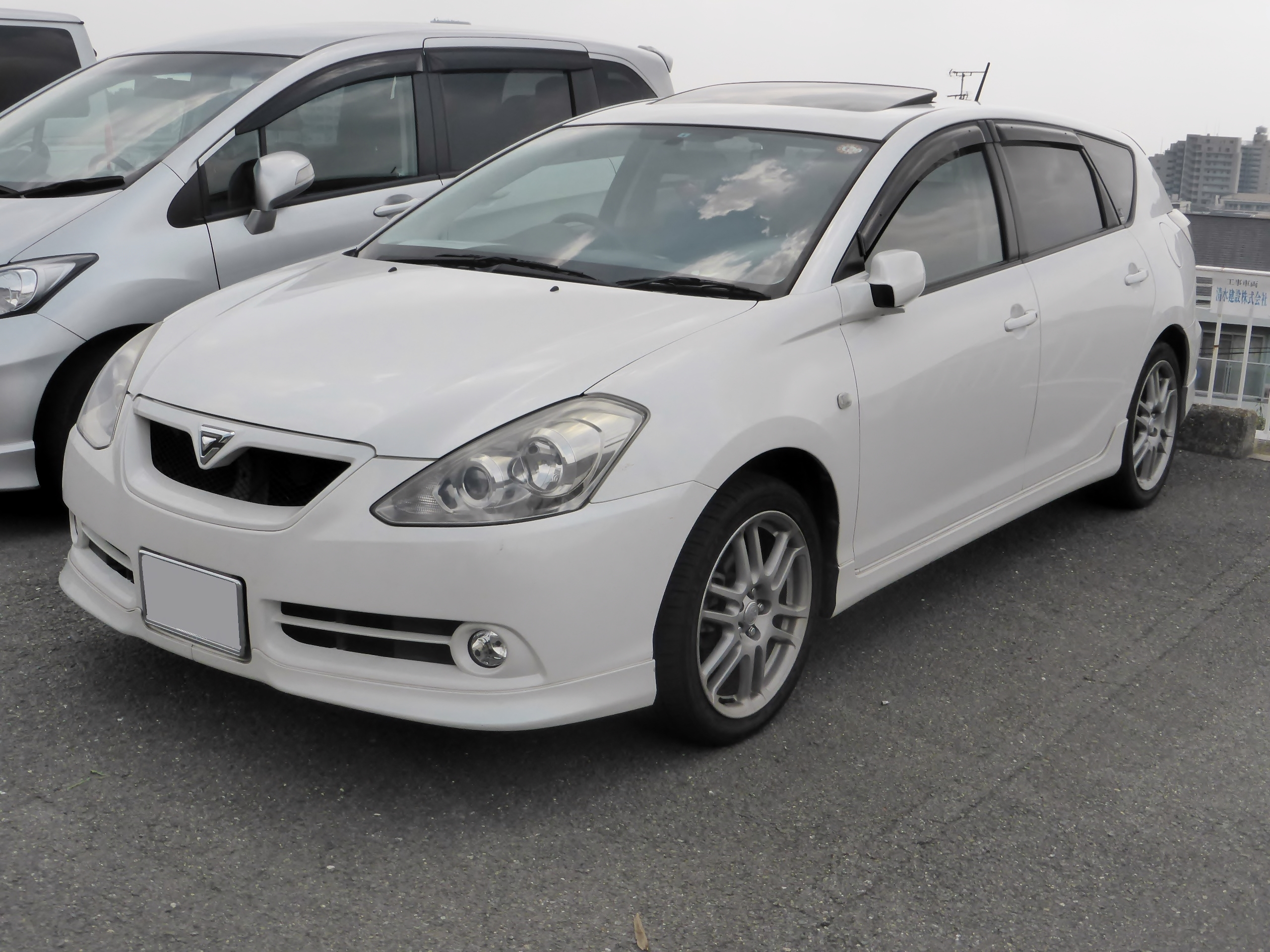
Caldina T240 (voorkant)
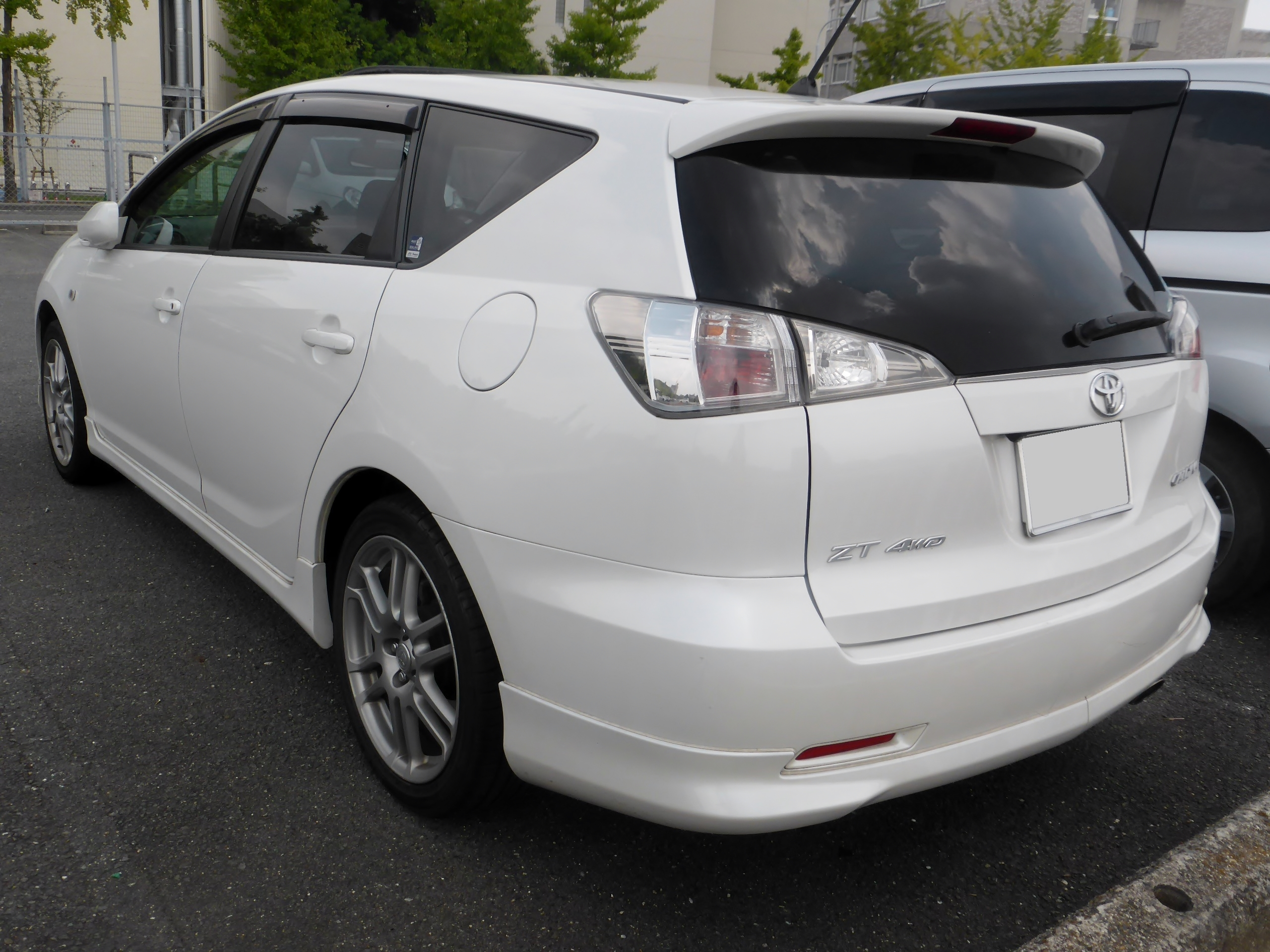
Caldina T240 (achterkant)